# Dendrobates galactonotus
Dendrobates galactonotus hoặc Adelphobates galactonotus (tên tiếng Anh: splash-backed poison frog) là một loài ếch độc Dendrobatidae. Đây là loài đặc hữu của Brasil. Môi trường sống tự nhiên của chúng là rừng ẩm vùng đất thấp nhiệt đới hoặc cận nhiệt đới và đầm nước ngọt có nước theo mùa. Chúng hiện đang bị đe dọa vì mất môi trường sống.